# Vigo Roga
Vigo Roga (născut Vigo Vrubļevskis; n. 10 noiembrie 1967, Liepāja, Republica Sovietică Socialistă Letonă, URSS – d. 10 mai 2005, Riga, Letonia) a fost un actor de teatru și film leton.

## Biografie
S-a născut în 12 noiembrie 1967 în orașul Liepāja. Bunicul său era artistul Pāvils Lūciņš, iar bunica sa era Astrida Lūciņa. Vigo a locuit în perioada 1970–1986 în orașul Jelgava. Și-a început cariera artistică în anii 1980 în studioul pentru copii al Teatrului „Ādolfs Alunāns” din Jelgava⁠(d), unde a colaborat cu regizorii Inta Alekse⁠(d) (1933–2009) și Lūcija Ņefedova⁠(d) (1933–2022).
A urmat cursurile de actorie ale Conservatorului de Stat al Letoniei⁠(d) (1988–1992), unde a avut-o ca profesoară pe regizoarea Anna Eižvertiņa⁠(d). A jucat apoi pe scena Teatrului din Daugavpils⁠(d), după care a fost angajat în anul 1997 ca actor la Teatrul Nou din Riga. Pe scena acestui ultim teatru a jucat roluri importante precum Parfion Rogojin în Idiotul de Dostoievski, Dūdars în Skroderdienas Silmačos⁠(d) de Rūdolfs Blaumanis, Wiktor Ruben în Domnișoarele din Wilko de Jarosław Iwaszkiewicz, judecătorul Leapkin-Teapkin în Revizorul de Gogol și Bolșințov în O lună la țară⁠(d) de  Ivan Turgheniev.
A jucat, de asemenea, în câteva filme ca Svešās debesis. Dzīve nr.2 (1997), Baiga vasara⁠(d) (2000), Kāzas⁠(d) (2000), Paslēpes (2001), Pa ceļam aizejot⁠(d) (2001), Tikšanās (2002), Cauri (2004), Daudz laimes! (2004), Krišana (2005), Golfa straume zem ledus kalna⁠(d) (2012). În ultima perioadă a vieții repeta rolul Cebutkin din piesa Trei surori a lui Cehov, dar nu a mai apucat să îl joace pe scenă. A fost distribuit tot atunci în rolul omului politic leton Kārlis Ulmanis din filmul Rīgas sargi⁠(d) (2007) al lui Aigars Grauba⁠(d) și a filmat câteva secvențe, dar, după moartea lui, a fost înlocuit în rol.
Vigo Roga a fost căsătorit cu actrița și regizoarea Indra Roga⁠(d) (n. 1968). A murit pe neașteptate în 10 mai 2005, la vârsta de doar 37 de ani, la Riga și a fost înmormântat în Cimitirul Bērzu din Jelgava. În comunicatul publicat cu ocazia anunțării morții lui, colectivul Teatrului Nou din Riga scria că „Vigo Roga a fost unul dintre rarii actori tragicomici. El a fost capabil să nu compătimească sau să ridiculizeze, ci să înțeleagă și să iubească.”.

## Activitatea teatrală (selecție)
- Rūdolfs Blaumanis: Skroderdienas Silmačos⁠(d) — Dūdars
- Feodor Dostoievski: Idiotul — Parfion Rogojin
- Mircea Eliade: Șarpele — Stere
- Nikolai Gogol: Revizorul — judecătorul Ammos Feodorovici Leapkin-Teapkin
- Jarosław Iwaszkiewicz: Domnișoarele din Wilko — Wiktor Ruben
- Ivan Turgheniev: O lună la țară⁠(d) — Bolșințov

## Filmografie
- Svešās debesis. Dzīve nr.2 (1997)
- Baiga vasara⁠(d) (2000)
- Kāzas⁠(d) (2000)
- Paslēpes (2001)
- Pa ceļam aizejot⁠(d) (2001) – tatăl lui Dauka
- Tikšanās (2002)
- Dama v ocikah, s rujiom, v avtomobile (miniserial TV, Rusia, 2002) – fermier
- Sibelius⁠(d) (Finlanda, 2003) – muzician din tavernă
- Cauri (2004)
- Daudz laimes! (2004)
- Krišana (2005) – inspector
- Golfa straume zem ledus kalna⁠(d) (2012) – filozoful din cafenea din 1990

## Noe
1. 1 2 3 4 5 6  „Negaidīti miris aktieris Vigo Roga”, Delfi, 12 mai 2005, accesat în 26 iunie 2023
2. 1 2 3 4 5 6 7  Evita Sniedze (14 mai 2005), „Vigo Roga: Veči, kā es jūs visus mīlu!”, Apollo, accesat în 26 iunie 2023
3. 1 2 3 4 5  „Ievērojami cilvēki Jelgavā – Roga Vigo”, Jelgavas pilsētas bibliotēka, accesat în 26 iunie 2023
4. ↑  „Vigo Roga”, Filmas.lv, accesat în 26 iunie 2023
5. ↑  „Vigo Roga”, IMDb, accesat în 26 iunie 2023